# Manawi
Manawi – wieś w Gruzji, w regionie Kachetia, w gminie Sagaredżo. W 2014 roku liczyła 2769 mieszkańców.